# ダグラス・有沢の法則
ダグラス・有沢の法則（だぐらす・ありさわのほうそく）とは、1930年代にアメリカの経済学者であるポール・ダグラスが発見し、日本の経済学者である有沢広巳が日本経済において実証した法則。世帯主の収入と配偶者の就業率の間には負の相関関係があることを明らかにした。具体的には、男性配偶者の所得が高いと女性配偶者の就業率が低くなること。労働経済学や男女共同参画社会におけるキーワード。

## 概要
3つの法則に分けて要約することができる。
- 第1法則：家計内の最も所得の高い構成員（伝統的には夫）の所得が高ければ高いほどその他の構成員（伝統的には妻）の就業率が低くなる。
- 第2法則：家計内の最も所得の高い構成員以外の構成員（伝統的には妻）の所得が高ければ高いほど、その構成員の就業率が高くなる。
- 第3法則：家計内の最も所得の高い構成員（伝統的には夫）の就業率は、その他の構成員（伝統的には妻）の所得にほとんど依存しない。

第一法則は，夫の所得が高いと妻の労働供給のインセンティブを減らす可能性を示唆している。

## 日本のデータを用いた実証研究の結果
1993年から2006年までの14年間のデータを用いた研究では、賃金を制御した労働供給関数を推定して、第1法則が確認できたことが報告されている。1993年から2004年の有配偶者の夫婦を用いた分析では、夫の所得と妻の所得の負の関係は観察されるものの相関関係が弱く、女性間の所得格差が配偶者の所得で相殺されなくなってきていると述べられている。1982年から2002年までのデータを用いた研究では、夫の収入が高いと妻の就業率が低くなるという傾向は弱まってきており、ダグラス・有沢の法則は「全体として崩れる傾向にあ」ると述べられている。
2002年から2006年のデータを用いた研究では、(1)男性配偶者の収入が200～299万円あたりのときに女性配偶者の就業率がピークに達し、その後男性配偶者の収入が多くなるにつれて女性配偶者の就業率が低下すること、(2)25～54歳の女性配偶者に限定して相関を調べると男性配偶者の収入が多くなるほど女性配偶者の就業率が低下することが示されており、ダグラス・有沢の法則が概ね成立することが示唆されている。
2019年から2020年のデータを用いた研究では、(1)女性配偶者の年収が200万円以上のケースに限ると、高所得女性と高所得男性が夫婦になる傾向にあり夫婦の収入に比例関係はないこと、(2)年収400万円以上の男性配偶者のケースに限ると、男性の年収の増加と共に女性配偶者の就業率が低下する傾向にあり、ダグラス・有沢の法則は成立するものの、男性配偶者の年収が1500万円以上であっても女性配偶者の就業率は60%以上であることをが示されている。
男性配偶者の所得が高くなると女性配偶者の就業率が低くなるという傾向は2000年代以降も依然として観察されるものの、男性配偶者の所得と女性配偶者の就業率の負の相関の程度が弱まってきていることは多くの研究で示されており、その要因として高所得同士が夫婦となりいわゆる「パワーカップル」となる傾向が出てきていることが指摘されている。